# Samra Omerbašić
Samra Omerbašić (ur. 29 stycznia 1990 w Sarajewie) – bośniacka koszykarka występująca na pozycji środkowej, obecnie zawodniczka Slovanki MB.
12 czerwca 2018 została zawodniczką PGE MKK Siedlce.

## Osiągnięcia
Stan na 6 stycznia 2020, na podstawie, o ile nie zaznaczono inaczej.
Drużynowe
- Mistrzyni Bośni i Hercegowiny (2009, 2010)
- Finalista:
  - pucharu:
    - Bośni i Hercegowiny (2007)
    - Albanii (2017)

  - Superpucharu Albanii (2017)
- Uczestniczka rozgrywek Eurocup (2008–2011)

Indywidualne
(* – nagrody przyznane przez portale eurobasket.com, asia-basket.com)
- Najlepsza środkowa ligi*:
  - bośniackiej (2016)
  - albańskiej (2017)
- Defensywna zawodniczka roku ligi albańskiej (2017)*
- Zaliczona do*:
  - I składu:
    - ligi:
      - bośniackiej (2016)
      - albańskiej (2017)

    - najlepszych zawodniczek krajowych ligi bośniackiej (2016)

Reprezentacja
- Uczestniczka: 
  - mistrzostw Europy:
    - U–16 dywizji B (2006)
    - U–18 dywizji B (2008)

  - kwalifikacji do mistrzostw Europy:
    - 2009
    - dywizji B (2011)